# Alexios Fetsis
Alexios Fetsis (auch Alexios Fetsios, griechisch Αλέξιος Φέτσης) war ein griechischer Sportschütze, der an den Olympischen Sommerspielen 1896 in Athen teilnahm. Er trat zum Schießen mit dem Militärgewehr an, bei dem er mit 894 Punkten den 11. Platz errang. Ebenso nahm er am Freien Gewehrschießen teil, wo jedoch weder seine Platzierung noch seine genauen Ergebnisse bekannt sind. Sicher ist nur, dass Fetsis nicht unter die besten 5 kam.